# Alice Boner

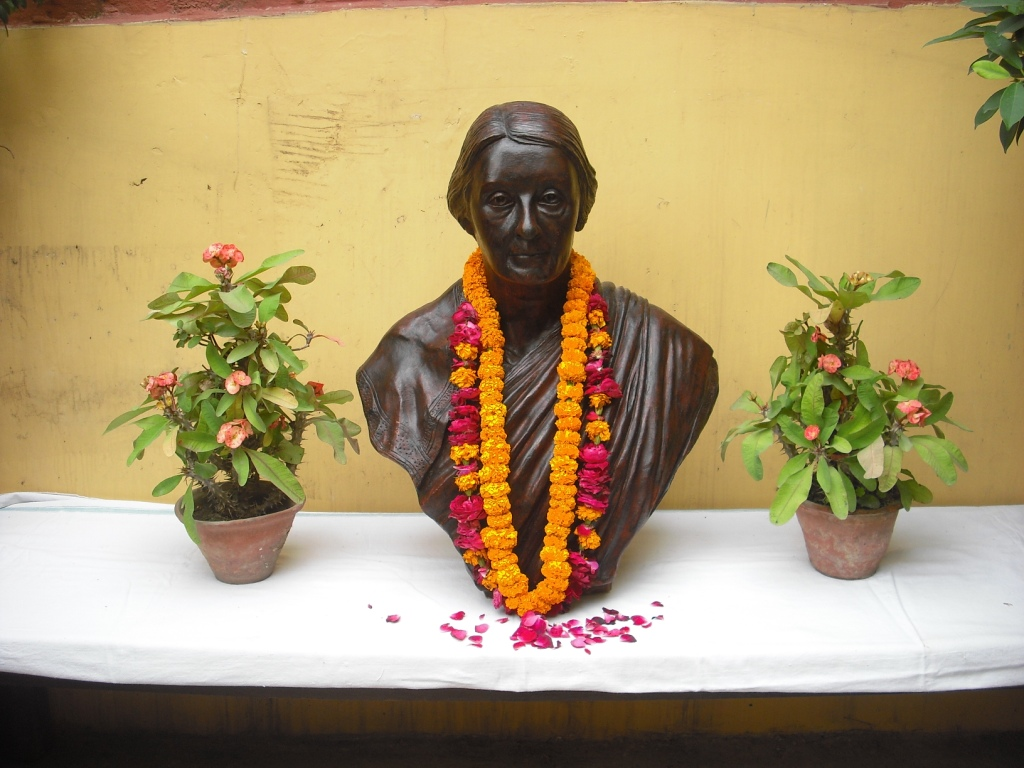
Alice Boner, Bronze-Büste von Shrikant Deodhar

Alice Boner (* 22. Juli 1889 in Legnano, Italien; † 13. April 1981 in Zürich; heimatberechtigt in Chur und Malans) war eine schweizerische Bildhauerin, Fotografin, Indologin, Kunsthistorikerin, Übersetzerin und Sammlerin.

## Leben und Werk

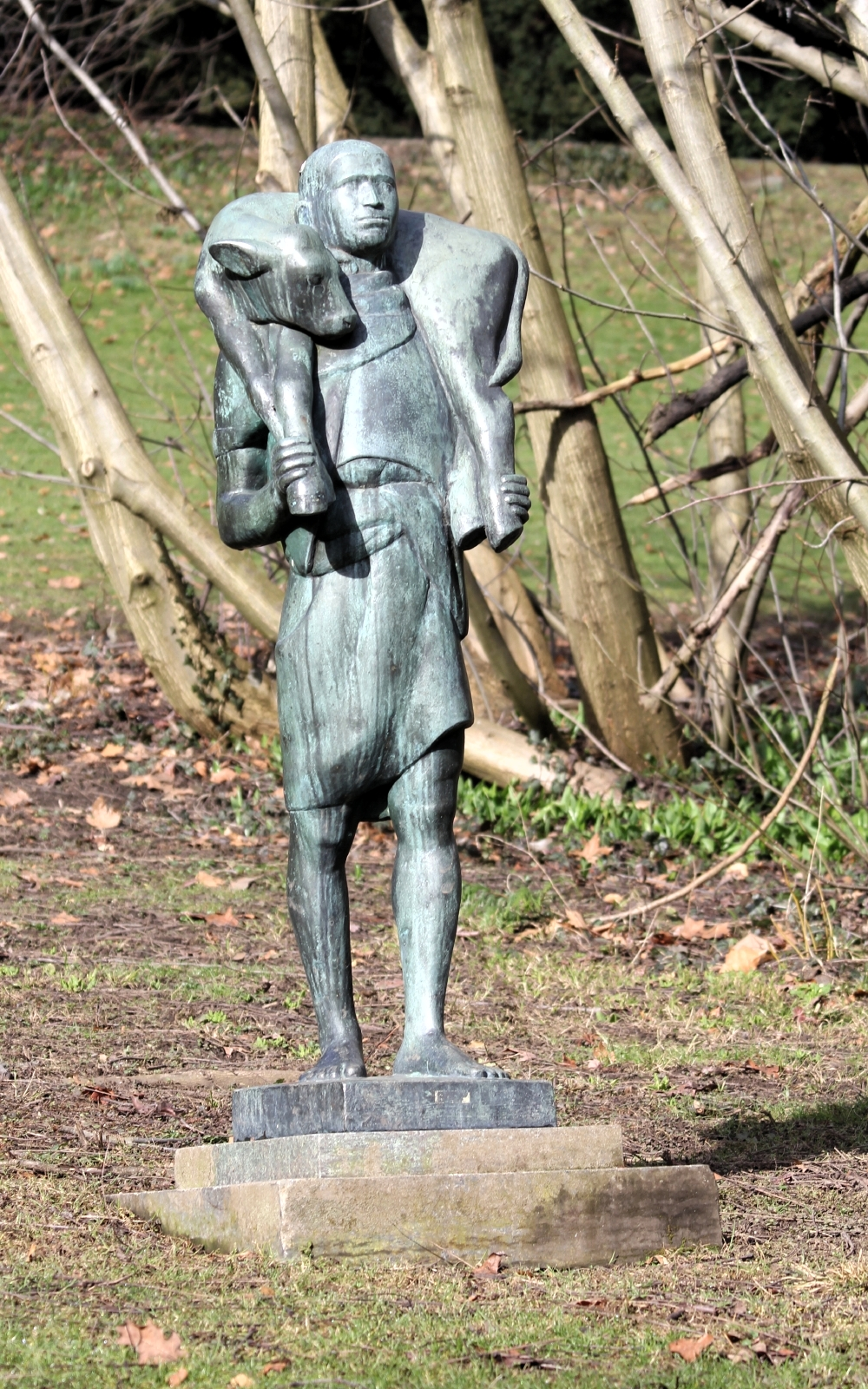
Kalbträger
Bronzeskulptur von Alice Boner im Rieterpark Zürich

Alice Boner wurde 1889 im norditalienischen Legnano als Kind von Schweizer Eltern geboren. Ihr Vater Georg Boner (1862–1947) war Verwaltungsratsdelegierter der BBC, ihr Grossvater mütterlicherseits war Charles Brown, BBC-Gründer. Nach dem Schulbesuch in Italien studierte sie von 1907 bis 1911 Malerei und Skulptur in Brüssel, München und bei Carl Burckhardt in Basel und zog dann mit ihrer Familie nach Zürich, wo sie freischaffende Bildhauerin wurde. 1916 wurden ihre Werke im Kunsthaus Zürich ausgestellt.
1926 und 1928 unternahm sie Reisen durch Marokko und Tunesien, wo sie die Vorlage für ihre Bronzeplastik Kalbträger fotografierte. Bei einer seiner Aufführungen in Zürich lernte Alice Boner 1926 den indischen Tänzer Uday Shankar (1900–1977) kennen. 1928 verliess sie ihr Atelier unterhalb der Universität Zürich und zog nach Paris. 1930 reiste sie durch Indien. Nach ihrer Rückkehr leitete sie fünf Jahre lang Shankars Tanztruppe.
1936 wanderte Boner nach Indien aus. Sie setzte sich als Kunsthistorikerin, Indologin und Sammlerin wissenschaftlich mit der hinduistischen Bildtradition, beispielsweise in den Ellora-Höhlentempeln, auseinander, übersetzte Palmblattmanuskripte und schrieb Arbeiten über indische Tanzformen wie z. B. Kathakali.
1970 erhielt sie ein Ehrendoktorat der Universität Zürich. 1974 wurde sie durch den indischen Staatspräsidenten mit dem Padma Bhushan ausgezeichnet.
1978 kehrte sie in die Schweiz zurück, wo sie 1981 starb.
Alice Boner schenkte einen Grossteil ihrer Sammlung an indischen Bildern und Skulpturen dem Zürcher Museum Rietberg, wo sie einen Grundstock der ausgestellten Indiensammlung bilden. Auch ihr künstlerischer, persönlicher und fotografischer Nachlass gelangte ans Museum Rietberg. Skulpturen aus der Hand von Alice Boner sind im Rieterpark (Kalbträger und Wasserträgerin), im Garten des Bodmerhauses (Erwachender) und im Park des Museums Langmatt (Schreitende) öffentlich ausgestellt.
Das Museum Rietberg widmete ihr zwei Ausstellungen Alice Boner und die Kunst Indiens (18. Februar 1982 – 2. Januar 1983) und Alice Boner in Indien – Ein Leben für die Kunst (23. September 2017 – 14. Januar 2018).